# Чего на свете нету
«Чего на свете нету» — российский короткометражный рисованный мультфильм 2000 года.

Первый из трёх сюжетов мультипликационного альманаха «Весёлая карусель» № 32.
Мультфильм участвовал в Тарусе-2001.

## Сюжет
Мультфильм — музыкальная фантазия с участием популярных героев советских мультфильмов, которые друг за другом поют песню с таким припевом:
«В страну Мультипликацию плывём мы на волшебном корабле,

Хотим увидеть это, чего на свете нету,

Ну просто не бывает на Земле!»

## Съёмочная группа
| Автор сценария и текста песни       | Александр Тимофеевский                               |
| Кинорежиссёр и художник-постановщик | Эльвира Авакян                                       |
| Художники-аниматоры                 | Анатолий Абаренов, Галина Зеброва, Елена Малашенкова |
| Композитор                          | Владимир Шаинский                                    |
| Песню исполняют                     | Аня, Слава и Владимир Шаинские                       |
| Оператор                            | Кабул Расулов                                        |
| Звукооператоры                      | Владимир Фролов, Владимир Орёл                       |
| Продюсер                            | Эрнест Рахимов                                       |